# 葛佳慧
葛佳慧（1995年8月1日—），藝名為JU!iE，江苏南京人，是在日本發展的中国女歌手，曾為女子偶像團體SNH48成員，2017年9月10日以SNH48八期生成員的身份加入Team NII出道，并于2017年11月5日宣布退团。2018年参加江苏卫视《最强大脑》第五季。

## 生平
葛佳慧出身於中國江蘇省南京市。四歲半開始學習鋼琴，十五歲時候考進南京師範大學附屬中學，隨後為了進入中央音樂學院附中學習半年聲樂，最終成功憑藉專業第四名的成績考取美聲專業。於中央音樂學院附中就學期間，曾參加申彗星舉辦的歌唱選拔活動，以演唱歌曲《回音》獲取第一名，並得到申彗星本人高度讚賞。之後同時錄取英國皇家音樂學院和伯克利音樂學院，最後選擇拿獎學金前往伯克利攻讀爵士樂作曲與現代音樂製作專業，並只花了兩年半（即六學期）的時間即完成四年的學業，從伯克利畢業，隨後往日本就讀早稻田大學暑期課程。后就读庆应义塾大学院媒体设计研究专业，于2020年6月毕业。2017年9月10日，正式從SNH48 Team NII出道，2017年11月5日宣布退团。
2018年参加江苏卫视《最强大脑》第五季。隨後，於2018年3月參加騰訊視頻《創造101》；同年2月与11月参加江苏卫视《一站到底》；8月参加宁夏卫视《最强小孩》。
2019年10月登上《庆应义塾大学美女图鉴》10月号封面；同年11月担任资生堂化妆模特；12月于“INS-MODE AWARD 2019-2020”获得最佳作词作曲歌手奖。2019年12月18日于“亚洲红人盛典”获得作词作曲歌唱最优秀赏，于北京领奖。
2020年7月，参与演唱朝日电视台综艺节目《有点心机又如何?》结尾曲《充满心机的夜晚已不在？feat.Julie》（あざとい夜はもう来ない？feat.ジュリ）。同年9月推出由小学馆发行的电子写真集《Julie：任性的朱丽叶》（ジュリ わがままジュリエット）。

## 轶事
- 个人特长是爵士作曲、流行音樂製作、美聲歌劇演唱、文案創作。
- 兴趣爱好是烘焙、写作。
- 精通鋼琴、次中音薩克斯、中提琴。
- 會英語和日語。
- 於伯克利音樂學院在學期間，開始創作多首歌曲並演唱[7]，曾錄製由本人作詞、創作歌手大橋三重唱（日语：大橋トリオ）作曲的作品《他們說》[8]，並舉行小型音樂會[9]。
- 關係相近的成員有黄彤扬、金莹玥、易嘉爱等。

## 影視節目

### 綜藝節目
| 日期                   | 電視臺               | 節目名稱                                                     | 備註                            |
| ---------------------- | -------------------- | ------------------------------------------------------------ | ------------------------------- |
| 2016年3月              | 伯克利大学校内音乐剧 | 《AvenueQ》                                                  | 饰演Christmas Eve，担任导演助手 |
| 2017年9月              | 艾美奖得奖纪录片     | 《雅各布·科利尔来到麻省理工学院》                            | 提琴手，与雅各布·科利尔共同演出 |
| 2018年1月5日—12日      | 江苏卫视             | 《最强大脑》第五季                                           | 參賽者                          |
| 2018年4月21日— 6月23日 | 騰訊視頻             | 《創造101》                                                  | 參賽者                          |
| 2018年2月＆11月        | 江苏卫视             | 《一站到底》                                                 | 参赛者                          |
| 2019年8月              | 宁夏卫视             | 《最强小孩》                                                 | 参赛者                          |
| 2020年2月              | 乐天电视综艺节目     | 《总之先成为NBA粉丝试试？》                                  | 初次正式出演                    |
| 2021年6月              | 名古屋电视台         | 《如何？星期六》中的《自造物王国向世界！【逸品探寻员】》栏目 | 出演                            |

## 外部連結
- SNH48官網成員介紹 - 葛佳慧 （页面存档备份，存于）
- SNH48-葛佳慧的新浪微博（尚未启用）
- Cyclone_Ge的新浪微博（个人微博）
- 葛佳慧的X（前Twitter）
- 葛佳慧的Instagram帳戶
- 葛佳慧的Facebook專頁
- 葛佳慧的SoundCloud页面